# Rinuccio della Rocca
Pour les articles homonymes, voir Della Rocca.
Rinuccio della Rocca (Rinucciu di la Rocca) est une personnalité historique de la Corse. Fils bâtard de Giudice della Rocca et petit-fils du comte Polo della Rocca (élu en 1436 comte de Corse par le peuple à Morosaglia), Rinuccio est un descendant d'Arrigo, comte de Corse mort en 1401. Il serait né aux environs de 1450. 
Membre de la famille della Rocca, il est par conséquent noble de la lignée des Cinarchesi.
Rinuccio était comte de la Rocca et du Talavo, un puissant fief de Corse qui avait pour centre Santa Lucia di Tallà (Sainte-Lucie-de-Tallano). Dernier seigneur de la Rocca, Rinuccio della Rocca est aussi celui qui a laissé la plus forte empreinte sur le territoire de l’Alta Rocca et du Sartenais. Il fonda le couvent de Saint-François (cunventu di San Francescu) à Sainte-Lucie-de-Tallano, et construisit les châteaux de Baricini et Roccataddata. 
Au début des années 1480, il parvient à s’imposer à la tête de la seigneurie de la Rocca, dont le territoire s’étendait du col de Cilaccia (qui marquait la frontière avec l’Istria) à Bonifacio, au détriment des héritiers légitimes (les fils de Carlo della Rocca). 
Lorsque Giampaolo di Leca se dresse contre l’Office, Rinuccio hésite un temps avant de se ranger définitivement dans le camp génois. D’après la documentation, l’élection de son rival comme comte de Corse (1487) a été déterminante dans ce choix, Rinuccio estimant que le titre lui revenait de droit en tant que descendant direct de Giudice di Cinarca. 
Fort d’une armée de 1000 fantassins et de 200 cavaliers, son soutien fut essentiel dans la défaite du comte de Corse. À la fin des années 1480, il devient ainsi le principal allié de l’Office et le seigneur le plus puissant de l’île. Cependant, il ne cherche pas a revendiquer le titre de comte de Corse après la déchéance de son adversaire Giampaolo. 
Par de nombreux aspects, son acculturation à Gênes paraît alors totale : il se fait construire une maison à Bonifacio, achète des actions de la Banque de Saint-Georges avec les bénéfices desquels il édifie le couvent de Tallano, et épouse en secondes noces (1499) une Génoise dont la famille avait donné plusieurs gouverneurs à l’île. 
Toute l’alliance semble avoir reposé sur l’action de son chapelain et secrétaire particulier Polino di Mela. Scripteur mais également auteur principal de l’essentiel de la correspondance de Rinuccio della Rocca avec Gênes, ce dernier ne sachant ni lire ni écrire, le prêtre corse passa sa vie à gommer les aspérités de son maître afin de maintenir une alliance qui servait sa propre carrière mais qui correspondait peut-être également à un choix idéologique profond. Deux ans après la mort de Polino di Mela, Rinuccio della Rocca entre en révolte contre Saint-Georges. 
Vaincu en 1503, il doit s’embarquer en Sardaigne. De retour en 1507, il est à nouveau vaincu par Andrea Doria, alors jeune capitaine. Il revient une dernière fois en 1511 pour mener une guérilla dans les montagnes de sa seigneurie, où il finit par être assassiné au matin du 12 avril, sur ordre d'Andrea Doria.